# Atractosteus
Atractosteus is een geslacht van straalvinnige vissen uit de familie van de kaaimansnoeken (Lepisosteidae). Het geslacht werd voor het eerst wetenschappelijk beschreven in 1820 door Constantine Samuel Rafinesque.

## Soorten
- Atractosteus spatula (Lacépède, 1803)
- Atractosteus tristoechus (Bloch & Schneider, 1801)
- Atractosteus tropicus Gill, 1863